# Friedrich Gundolf

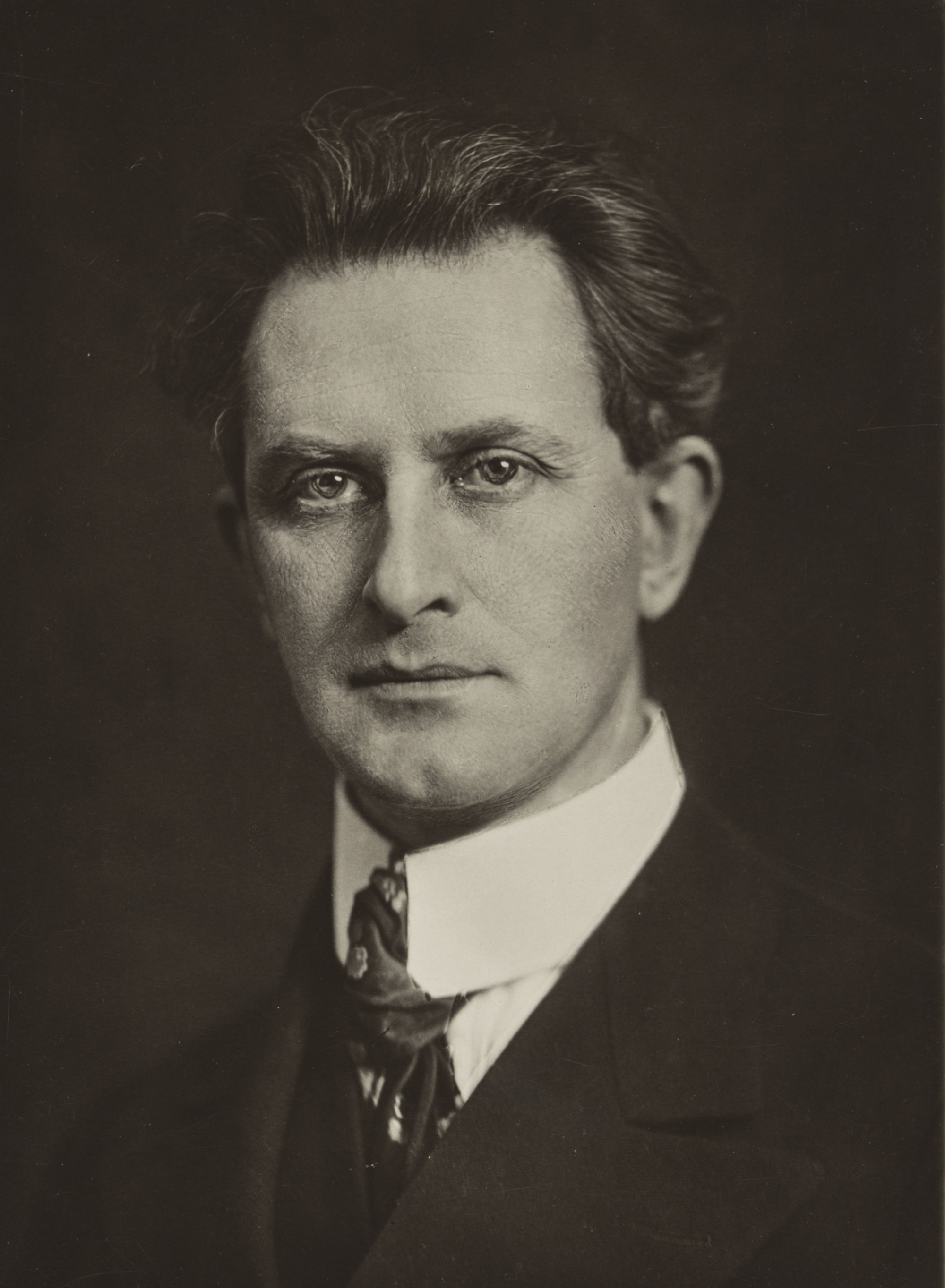
Friedrich Gundolf, Fotografie von Philipp Kester, Aufnahme vor 1931

Friedrich Gundolf, eigentlich Friedrich Leopold Gundelfinger (* 20. Juni 1880 in Darmstadt; † 12. Juli 1931 in Heidelberg), war ein deutscher Dichter und Literaturwissenschaftler. Spätestens sein Goethe (1916) machte ihn über Fachgrenzen hinweg bekannt; er war der wohl meistgelesene Germanist der Weimarer Republik.

## Leben und Werk

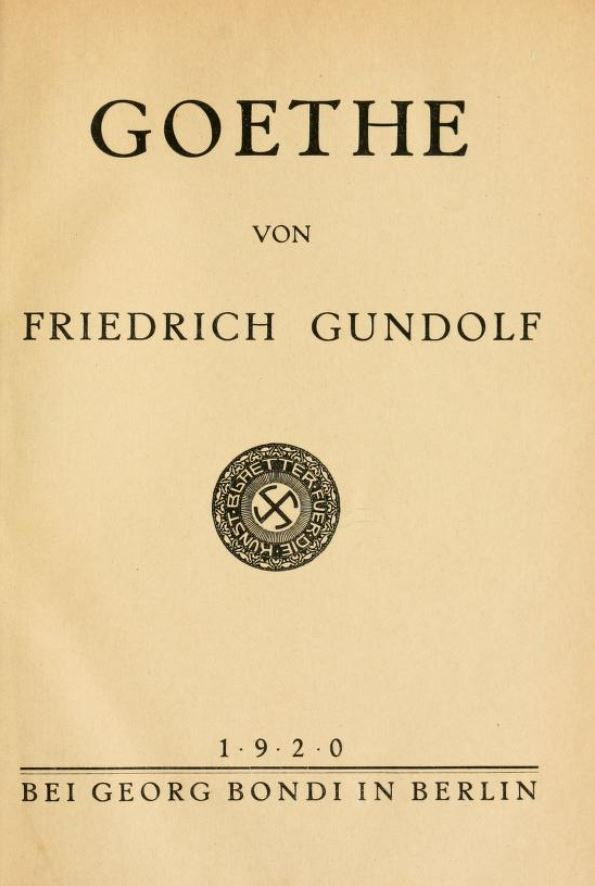
Titelblatt von Gundolfs Goethe-Biografie in der Ausgabe von 1920

Friedrich Gundolf war ein Sohn des jüdischen Mathematikers Sigmund Gundelfinger (Professor an der Technischen Hochschule Darmstadt) und dessen Ehefrau Amalie Gunz (1857–1922). Der Autor und bildende Künstler Ernst Gundolf war sein jüngerer Bruder.
Friedrich Gundolf studierte als Schüler von Erich Schmidt und Gustav Roethe Germanistik und Kunstgeschichte an den Universitäten München, Berlin und Heidelberg. Er wurde 1903 in Berlin promoviert und habilitierte sich 1911 mit einer Schrift zum Thema Shakespeare und der deutsche Geist. Ab 1916 wirkte er als – zunächst außerordentlicher – Germanistikprofessor an der Universität Heidelberg, wo er 1920 eine ordentliche Professur bekam.
Seit 1899 gehörte Gundolf dem Kreis um Stefan George an, nachdem er sich dort durch ins Deutsche übersetzte Sonette Shakespeares eingeführt hatte. In der Folge wurde er Georges „Lieblingsjünger“. Weitere literarische Arbeiten veröffentlichte er in den von Stefan George herausgegebenen Blättern für die Kunst. 1910 bis 1912 gab er zusammen mit Friedrich Wolters das Jahrbuch für die geistige Bewegung heraus, das die kulturpolitischen Gedanken und die Weltanschauung des George-Kreises propagierte.
Da Gundolfs Gesundheit ab 1916 durch den Kriegsdienst als Landsturmmann mit schwerem Dienst als Schipper hinter der französischen Front gefährdet war, gelang es seinem Freund Reinhold Lepsius, Walter Rathenau dafür zu gewinnen, ihn in das Kriegspresseamt nach Berlin zu berufen.
Am 30. November 1917 wurde in München Gundolfs Tochter Cordelia außerehelich geboren. Seine Heirat mit ihrer Mutter, der in Berlin lebenden jüdischen Pianistin Agathe Mallachow (1884–1983), hatte Stefan George verhindert. Die folgende Liebesbeziehung Friedrich Gundolfs zu der promovierten Nationalökonomin Elisabeth Salomon (genannt „Elli“, 1893–1958) führte ab den späten 1910er Jahren zu einer Krise in seiner Beziehung zu George. 1923 kam es schließlich zu einer Trennung von George, die beide als sehr schmerzlich empfanden und die besonders bei Gundolf tiefe Wunden hinterließ. Am 4. November 1926 heiratete er Elisabeth Salomon; kurz zuvor adoptierte er seine Tochter Cordelia.
In seinen vielen literaturwissenschaftlichen Arbeiten vertrat Gundolf eine neue, geistesgeschichtlich orientierte Literaturbeobachtung, in der die lebensphilosophisch geprägte Erfassung des Dichters im Mittelpunkt steht. Die großen Künstler wie Shakespeare, Goethe – den er besonders verehrte – oder Heinrich von Kleist sah er als Symbolgestalten ihrer Epoche. Das Ziel seiner wissenschaftlichen Forschung war die Darstellung des Künstlers und die Wirkung seines Werkes. Er übersetzte und interpretierte Werke von Shakespeare.
Während der Weimarer Republik zählte Gundolf zu den prominentesten Gelehrten in Deutschland; seine Bücher wurden ungewöhnlich häufig aufgelegt. 1930 erhielt er als Erster den Lessing-Preis der Freien und Hansestadt Hamburg.
Zu seinen Hörern zählten Hannah Arendt, Benno von Wiese, Golo Mann, Claus Schenk Graf von Stauffenberg und 1920 Joseph Goebbels, der bei ihm auch promoviert werden wollte. Goebbels trat zu dieser Zeit noch nicht als Antisemit in Erscheinung; Goebbels’ Promotionsvorhaben scheiterte aus anderen Gründen. Gundolf verwies Goebbels an seinen Kollegen Max von Waldberg.

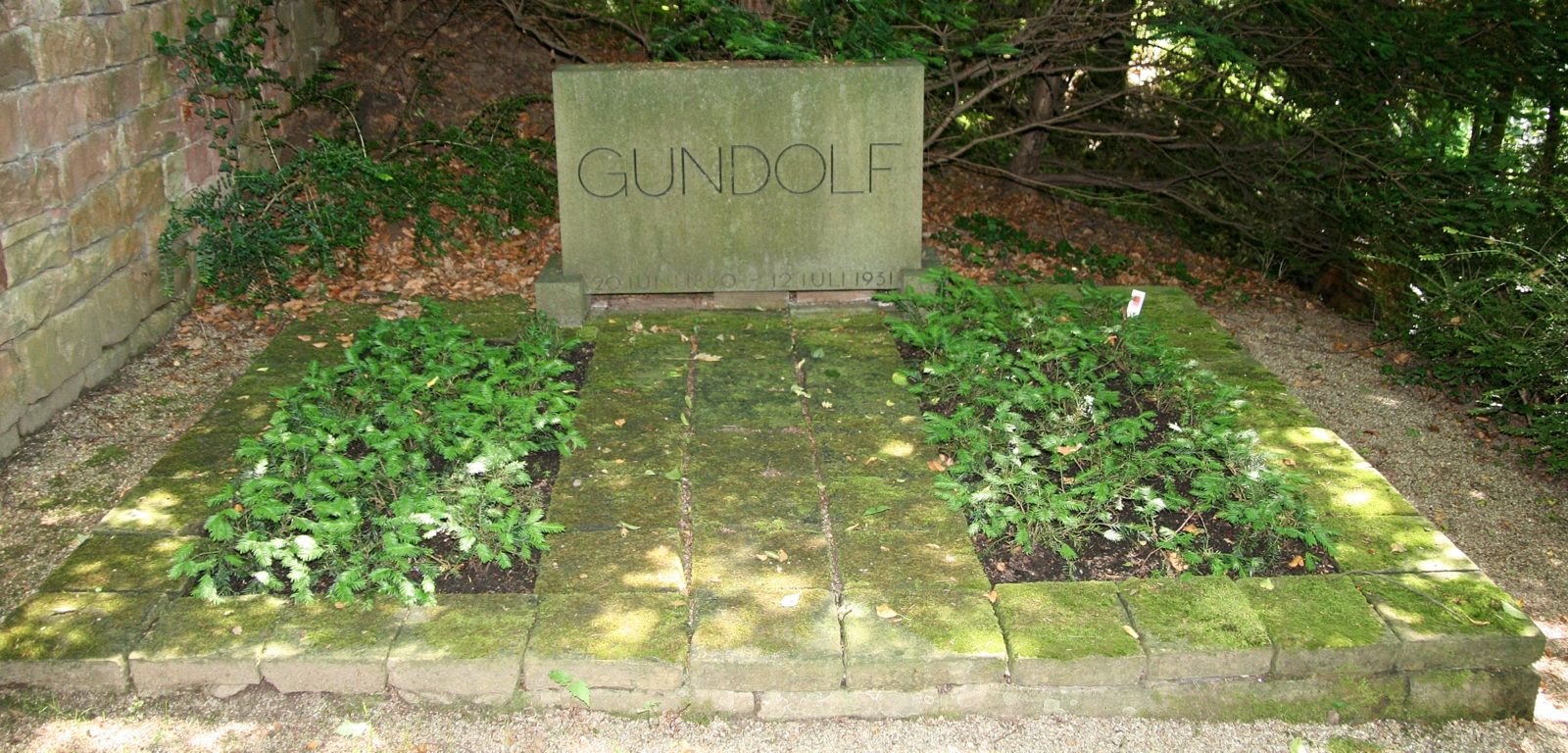
Friedrich Gundolfs Grabstätte auf dem Heidelberger Bergfriedhof

1927 erkrankte Friedrich Gundolf an Krebs, dem er wenige Wochen nach Vollendung seines 51. Lebensjahres am 12. Juli 1931 erlag. Er wurde auf dem Heidelberger Bergfriedhof in der Waldabteilung A zur Ruhe gebettet. Der Grabstein ist ein niedriger Granitquader von schmaler Grundform, in dem sein Name und seine Lebensdaten eingemeißelt sind.
Seine Tochter Cordelia Gundolf emigrierte 1933 auf den Rat Albert Einsteins hin mit ihrer Mutter nach Italien. Im Jahre 1960 übersiedelte sie mit ihren Kindern und ihrer Mutter nach Australien und wurde dort eine der führenden Linguistinnen für die italienischen Sprache und einflussreiche Literaturwissenschaftlerin.
Das erstmals Anfang 1931 in der Zeitschrift „Jugendland – Jungenblätter des Bundes“ veröffentlichte Lied Schließ Aug und Ohr für eine Weil wurde zum Lied der Weißen Rose.

## Ehrungen
- 1929: Wahl zum ordentlichen Mitglied der Heidelberger Akademie der Wissenschaften[8]
- 1930 erhielt Gundolf den Lessing-Preis der Freien und Hansestadt Hamburg.
- In Darmstadt und im Heidelberger Stadtteil Neuenheim wurden Straßen nach ihm benannt.

## Gundolf-Preis
Die Deutsche Akademie für Sprache und Dichtung stiftete 1964 den Friedrich-Gundolf-Preis, der jährlich als Preis für Germanistik im Ausland für die Vermittlung deutscher Kultur im Ausland verliehen wird.

## Werke (Auswahl)
Eine ausführlichere Bibliographie der Werke Friedrich Gundolfs findet sich auf Wikisource.

### Wissenschaftliches
- Deutsche Geistesgeschichte im 16. und 17. Jahrhundert: Deutsche Bildung von Luther bis Lessing; Deutsche Geistesgeschichte von Luther bis Nietzsche. »Friedrich Gundolfs ›Geschichte der deutschen Literatur. Heidelberger Vorlesungen 1911–1931.‹« Band 1. Herausgegeben von Mathis Lessau, Philipp Redl und Hans-Christian Riechers. Göttingen: Wallstein 2023.
- Deutsche Literatur im 16. Jahrhundert: Deutsche Literatur in der Reformationszeit. »Friedrich Gundolfs ›Geschichte der deutschen Literatur. Heidelberger Vorlesungen 1911–1931.‹« Band 2. Herausgegeben von Mathis Lessau, Philipp Redl und Hans-Christian Riechers. Göttingen: Wallstein 2023.
- Deutsche Literatur im 17. Jahrhundert: Deutsche Literatur von Opitz bis Lessing. »Friedrich Gundolfs ›Geschichte der deutschen Literatur. Heidelberger Vorlesungen 1911–1931.‹« Band 3. Herausgegeben von Mathis Lessau, Philipp Redl und Hans-Christian Riechers. Göttingen: Wallstein 2023.
- Caesar in der deutschen Literatur. (= Palaestra. Band 33), Mayer & Müller, Berlin 1904, DNB 580051153.
- Shakespeare und der deutsche Geist. 1. Aufl. 1911. Verlag Bondi, Berlin 1911, VIII, 360 S., 2., durchgesehene Aufl. 1914. 3., unv. Aufl. 1918. 4., unv. Aufl. 1920. 5., unv. Aufl. 1921. 6., unv. Aufl. 1922. 7., unv. Aufl. 1923. 8., unv. Aufl. 1927.
- Goethe. 1. Aufl. 1916. Verlag Bondi, Berlin 1916, VIII, 796 S., 2.–3., unv. Aufl. 1917. 4.–6., unv. Aufl. 1918. 7.–9., unv. Aufl. 1920.
- George. 1. Aufl. 1920. Verlag Bondi, Berlin 1920, 270 S. (Digitalisat), 2., unv. Aufl. 1921, 3., erw. Aufl. Berlin 1930.
- Dichter und Helden. 1. Aufl. 1921. Weiss’sche Universitäts-Buchhandlung, Heidelberg 1921, 78 S.
- Heinrich von Kleist. 1. Aufl. 1922. Verlag Bondi, Berlin 1922, 172 S., 2., unv. Aufl. 1924. 3., unv. Aufl. 1932.
- Martin Opitz. 1. Aufl. 1923. Duncker & Humblot, München/Leipzig 1923.
- Caesar. Geschichte seines Ruhms. 1. Aufl. 1924. Verlag Bondi, Berlin 1924, 272 S., 2., unv. Aufl. 1925.
- Hutten, Klopstock, Arndt. Drei Reden. 1. Aufl. 1924. Weiss’sche Universitätsbuchhandlung, Heidelberg 1924.
- Paracelsus. 1. Aufl. 1927. Verlag Bondi, Berlin 1927, 136 S., 2., unv. Aufl. 1928.
- Shakespeare. Sein Wesen und Werk. 2 Bde. 1. Aufl. 1928. Verlag Bondi, Berlin 1928, 468 u. 454 S., 2., unv. Aufl. 1949.
- Romantiker [Friedrich Schlegel, Friedrich Schleiermacher, Clemens Brentano, Achim von Arnim, Georg Büchner]. 1. Aufl. 1930. Verlag Keller, Berlin-Wilmersdorf 1930, 396 S.
- Romantiker. Neue Folge [Ludwig Tieck, Karl Immermann, Annette von Droste-Hülshoff, Eduard Mörike]. 1. Aufl. 1931. Verlag Keller, Berlin-Wilmersdorf 1930, 254 S.
- Anfänge deutscher Geschichtsschreibung von Tschudi bis Winckelmann (1938). Aufgrund nachgelassener Schriften Friedrich Gundolfs bearbeitet und herausgegeben von Edgar Wind. Mit einer Einleitung von Ulrich Raulff. Frankfurt am Main 1992.

### Übersetzungen
- Shakespeare in deutscher Sprache. 10 Bde. Hrsg. u. zum Teil neu übersetzt v. Friedrich Gundolf, die Sonette übersetzt von Stefan George. Mit Buchschmuck v. Melchior Lechter. Verlag Georg Bondi, Berlin 1908–1918.
- Jürgen Gutsch (Hrsg.): Friedrich Gundolfs Shakespeare-Sonetten-Fragmente von 1899. Edition Signathur, Dozwil 2011, ISBN 978-3-908141-80-8 (ohne Mitwirkung Stefan Georges).

### Lyrik
- Fortunat. Vier Gesänge. Verlag der Blätter für die Kunst, Berlin 1903 (67 S.) (Digitalisat).
- Zwiegespräche. Verlag der Blätter für die Kunst, Berlin 1905 (49 S.).
- Gedichte. Verlag Bondi, Berlin 1930 (108 S.).
- Die deutsche Literärgeschicht – reimweis kurz fasslich hergericht. Herausgegeben von Ernst Osterkamp. Heidelberg 2002 (humoristische, eigentlich nicht zur Veröffentlichung vorgesehene „Literaturgeschichte“ in Versen).

### Briefe und Briefwechsel
- Stefan George, Friedrich Gundolf: Briefwechsel. Herausgegeben von Robert Boehringer mit Georg Peter Landmann, Helmut Küpper vormals Georg Bondi, München / Düsseldorf 1962.
- Friedrich Gundolf: Briefwechsel mit Herbert Steiner und Ernst Robert Curtius. Eingeleitet und herausgegeben von Lothar Helbing und Claus Victor Bock. Castrum Peregrini Presse, Amsterdam 1963.
- Gundolf Briefe. Neue Folge. Herausgegeben von Lothar Helbing und Claus Victor Bock. Castrum Peregrini Presse, Amsterdam 1965.
- Karl Wolfskehl, Hanna Wolfskehl: Briefwechsel mit Friedrich Gundolf. 1899–1931. Herausgegeben von Karlhans Kluncker, 2 Bände. Castrum Peregrini Presse, Amsterdam 1977.
- Friedrich Gundolf – Friedrich Wolters. Ein Briefwechsel aus dem Kreis um Stefan George. Herausgegeben und eingeleitet von Christophe Fricker. Böhlau, Köln / Weimar / Wien 2009.
- Friedrich Gundolf – Erich von Kahler. Briefwechsel 1910–1931. Mit Auszügen aus dem Briefwechsel Friedrich Gundolf – Fine von Kahler. Herausgegeben von Klaus Pott unter Mitarbeit von Petra Kuse (= Veröffentlichungen der Deutschen Akademie für Sprache und Dichtung Darmstadt. Band 91). Wallstein, Göttingen 2012.
- Melitta Grünbaum: Begegnungen mit Gundolf. Hrsg.: Gunilla Eschenbach (= Aus dem Archiv / Deutsches Literaturarchiv Marbach. Nr. 5). Deutsche Schillergesellschaft, Marbach am Neckar 2012, ISBN 978-3-937384-82-5.
- Friedrich Gundolf – Elisabeth Salomon. Briefwechsel (1914–1931). Im Auftrag des Deutschen Literaturarchivs Marbach herausgegeben von Gunilla Eschenbach und Helmuth Mojem unter Benutzung von Vorarbeiten von Michael Matthiesen. De Gruyter, Berlin/Boston 2015, ISBN 978-3-11-022546-4.

## Sekundärliteratur
- Albert Verwey: Mijn verhouding tot Stefan George. Herinneringen uit de jaren 1895-1928. C. A. Mees, Santpoort 1934 (niederländisch).
- Carola Groppe: Die Macht der Bildung. Das deutsche Bürgertum und der George-Kreis 1890–1933. Böhlau, Köln/Weimar/Wien 1997, ISBN 3-412-03397-9, insbesondere S. 290–331.
- Melitta Grünbaum: Begegnungen mit Gundolf. Herausgegeben und mit einem Nachwort von Gunilla Eschenbach (= Aus dem Archiv. Bd. 5). Deutsche Schillergesellschaft, Marbach am Neckar 2012, ISBN 978-3-937384-82-5.
- Otto Heuschele: Friedrich Gundolf. Werk und Wirken (= De humanitate. Bd. 2). Drei-Säulen-Verlag, Bad Wörishofen 1947.
- Clemens Neutjens: Friedrich Gundolf. Ein bibliographischer Apparat. (= Bonner Beiträge zur Bibliotheks- und Bücherkunde. Band 20) Bouvier, Bonn 1969.
- Ernst Osterkamp: Friedrich Gundolf zwischen Kunst und Wissenschaft. Zur Problematik eines Germanisten aus dem George-Kreis. In: Christoph König, Eberhard Lämmert (Hrsg.): Literaturwissenschaft und Geistesgeschichte 1910 bis 1925. Fischer-Taschenbuch, Frankfurt am Main 1993, S. 177–198.
- Ernst Osterkamp: Friedrich Gundolf (1880–1931). In: Christoph König (Hrsg.): Wissenschaftsgeschichte der Germanistik in Porträts. Walter de Gruyter, Berlin 2000, ISBN 3-11-016157-5, S. 162–175.
- Philipp Redl: Dichtergermanisten der Moderne. Ernst Stadler, Friedrich Gundolf und Philipp Witkop zwischen Poesie und Wissenschaft. Böhlau, Köln/Weimar/Wien 2016, ISBN 978-3-412-50384-0, S. 145–261.
- Victor A. Schmitz: Gundolf. Eine Einführung in sein Werk. Küpper, Düsseldorf 1965.
- Viktor Schmitz: Gundolf, Friedrich Leopold. In: Neue Deutsche Biographie (NDB). Band 7, Duncker & Humblot, Berlin 1966, ISBN 3-428-00188-5, S. 319–321 (Digitalisat).
- Michael Thimann: Caesars Schatten. Die Bibliothek von Friedrich Gundolf. Rekonstruktion und Wissenschaftsgeschichte. Manutius, Heidelberg 2003, ISBN 3-934877-25-7.